# Teleskopkuppel

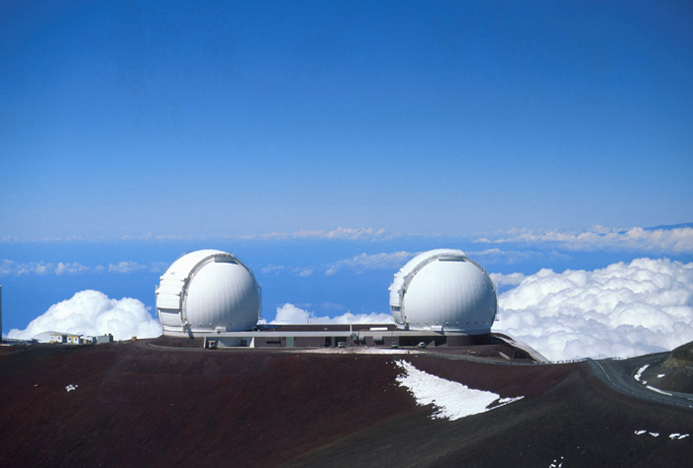
Die Kuppeln der Keck-Teleskope auf Hawaii

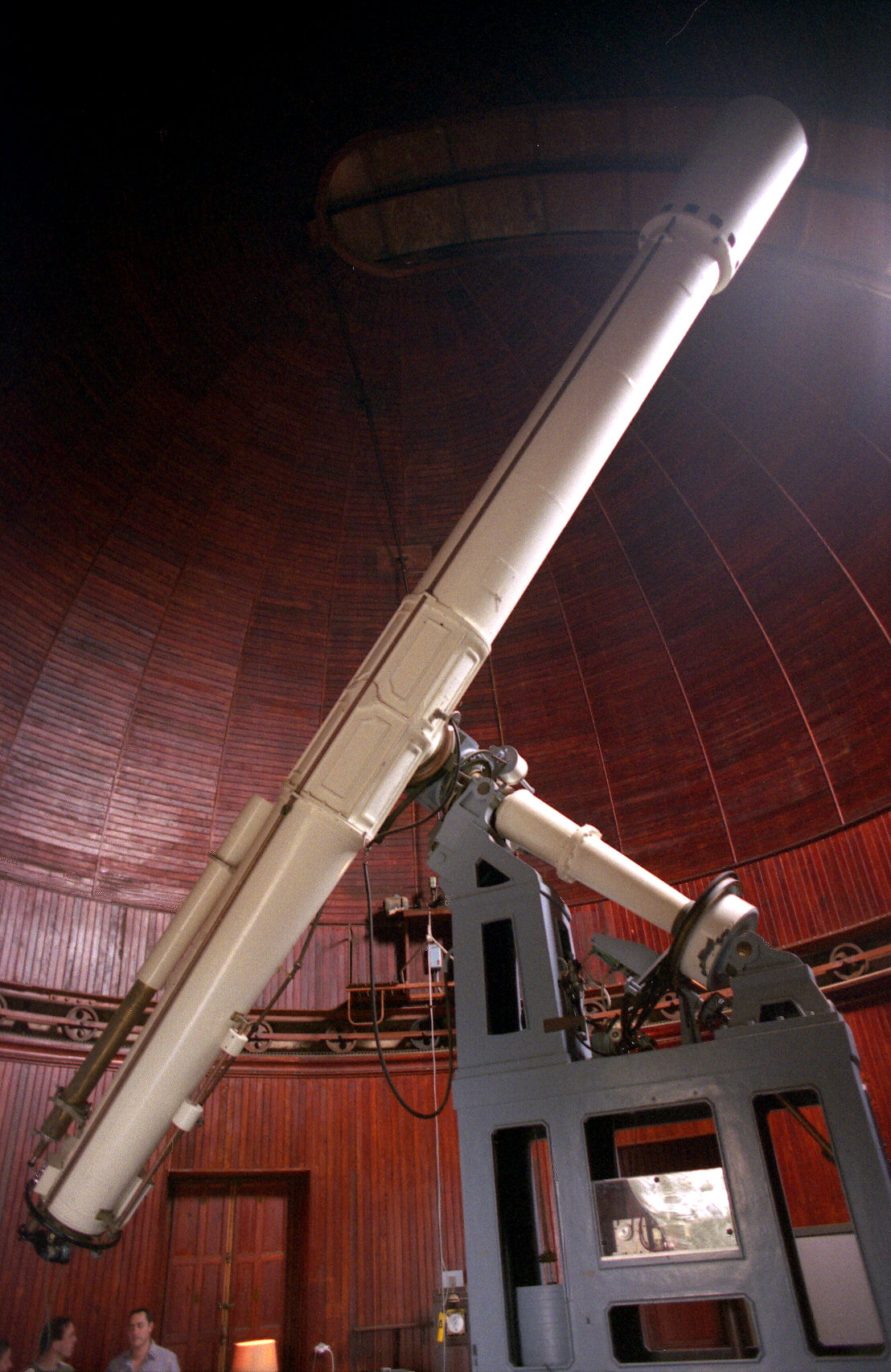
Kuppel des Refraktors in Nizza

Als Sternwartekuppel oder Teleskopkuppel wird der runde Oberbau des Gebäudes bezeichnet, in dem ein astronomisches Teleskop zu Beobachtungszwecken aufgestellt ist. Traditionell sind die Sternwarten-Gebäude zylindrische Rundbauten und werden mit einer drehbaren Kuppel in Form einer exakten Halbkugel gedeckt. Der Vorteil der Kuppelform liegt darin, dass sich das Teleskop im Inneren sowohl bei offener als auch geschlossener Kuppel frei bewegen lässt.
In der Kuppel befindet sich eine verschließbare Öffnung, der Kuppelspalt, der sich normalerweise vom Horizont bis zum Zenit erstreckt. Während der Nacht müssen die Bewegungen von Kuppel und Teleskop koordiniert werden, um sicherzustellen, dass das Teleskop immer freie Sicht zur Beobachtung hat.

## Alternative Bauarten
Obwohl mit dem Aufkommen der azimutalen Montierung in den späten 80er Jahren des 20. Jahrhunderts andere Bauformen als die Kuppel üblich wurden, in denen das Teleskop ebenfalls frei bewegt werden kann, wurde die Bezeichnung beibehalten. Die technische Ausführung der Kuppel hat unmittelbar Einfluss auf die Beobachtungsqualität und kann bei schlechter Durchlüftung das  Seeing dramatisch verschlechtern. Neuere Kuppeln haben daher nicht nur den Beobachtungsspalt, sondern noch zahlreiche steuerbare Öffnungen, um thermische Stabilität und einen ruhigen Fluss der Luft um das Teleskop zu gewährleisten. Die glänzende, helle Außenhaut soll untertags die Sonneneinstrahlung vermindern, damit sich abends der Innenraum rasch an die äußere Lufttemperatur angleichen kann.
Die Abdichtung von Sternwartekuppeln erfordert einigen Aufwand. Gegen Niederschläge gelingt sie meist problemlos, gegen Flugschnee nicht ganz. Bei kleineren oder privaten Sternwarten ist statt einer Kuppel meist ein abschiebbares Flachdach zweckmäßiger und preiswerter.
Bei einigen in Planung befindlichen Riesenteleskopen (Spiegel über 10 m Durchmesser) wird überlegt, auf einen Schutzbau zu verzichten: einerseits zur Senkung der Baukosten, andererseits weil die Bewegung tonnenschwerer Kuppelteile viel Energie, Abwärme und Wartung bedeutet. In Frage kommen solche Lösungen aber nur in Trockengebieten wie der Atacama-Hochfläche in Chile.